# Criteria CaixaCorp
Criteria CaixaCorp, S.A. fue un holding de empresas con sede en Barcelona que pertenecía en un 81,1% a La Caixa. Aglutinaba las inversiones industriales del grupo La Caixa así como las participaciones en banca internacional.
En 2011, el grupo La Caixa, en el contexto de la reestructuración del sistema financiero en España, decidió renovar por completo el esquema de funcionamiento de sus entidades. Así, Criteria CaixaCorp absorbió el negocio de MicroBank de la Caixa S.A., transformándose en un banco. En consonancia a esta absorción la entidad cambió su nombre a Caixabank, S.A. CaixaBank sería depositaria de todo el negocio bancario y de seguros y reaseguros que venía gestionando hasta ese momento La Caixa, mientras que la mayoría de las inversiones que agrupaba Criteria CaixaCorp fueron transferidas a una nueva empresa, llamada Criteria CaixaHolding, entidad que no cotizaría en bolsa.

## Historia

### Nacimiento y salida a bolsa
En noviembre del año 2006, el Consejo de Administración de La Caixa aprobó la salida a bolsa de su cartera de participaciones industriales. Al no poder realizarse a través de La Caixa, ya que las cajas de ahorros son entidades sin ánimo de lucro, se creó una nueva sociedad anónima, propiedad al 100% de la caja catalana, a través de la cual se realizaría la salida a Bolsa, llamada Criteria CaixaCorp S.A.
La entidad aglutinaba las inversiones industriales del grupo La Caixa en empresas como Gas Natural, Repsol, Telefónica, Abertis y Agbar, así como algunas empresas no cotizadas del sector financiero-seguros como CaiFor, Invercaixa Gestión, Caixa Renting, PortAventura World y las participaciones en banca internacional.
El 10 de octubre de 2007, el 20% de Criteria CaixaCorp comenzó a cotizar simultáneamente en la Bolsa de Madrid y la Bolsa de Barcelona bajo el símbolo "CRI", por valor de 3500 millones de euros.

### Absorción de MicroBank y transformación en CaixaBank
El holding de inversión continuó ejerciendo su función hasta el 28 de enero de 2011, en el que La Caixa, en el contexto de la reestructuración del sistema financiero en España, decidió renovar por completo el esquema de funcionamiento de sus entidades.
Así, Criteria CaixaCorp absorbió el negocio de MicroBank de la Caixa S.A., transformándose en un banco. Una vez finalizada esta transformación, se decidió cambiar el nombre de la entidad por el de Caixabank, S.A. y se suspendió su cotización en bolsa temporalmente. Asimismo, se anunció la vuelta al parqué de Criteria, ya bajo el nuevo nombre de CaixaBank y el símbolo bursátil "CABK". CaixaBank sería depositaria de todo el negocio bancario y de seguros y reaseguros que venía gestionando hasta ese momento La Caixa, mientras que la mayoría de las inversiones que agrupaba Criteria CaixaCorp fueron transferidas a una nueva empresa, llamada Criteria CaixaHolding, entidad que no cotizaría en bolsa. Las participaciones en Telefónica y Repsol y en banca internacional se mantuvieron en CaixaBank.

## Empresas que formaban parte del holding
Criteria CaixaCorp tenía participación en un conglomerado de empresas de diversos sectores. Así se puede diferenciar entre aquellas que se dedican al sector servicios y las dedicadas a los negocios financieros y de seguros. Las inversiones más importantes desde el punto de vista estratégico son las del primer grupo, y estaban formadas por las siguientes participaciones:
| Empresa                           | % de participación (31/12/2009) | Sector                               | Valoración de activos (millones de euros) |
| --------------------------------- | ------------------------------- | ------------------------------------ | ----------------------------------------- |
| Gas Natural                       | 37,495%                         | Sector energético                    | 17.523                                    |
| Repsol YPF                        | 12,979%                         | Sector energético                    | 6264                                      |
| Abertis                           | 25,04%                          | Sector infraestructuras              | 6000                                      |
| Telefónica                        | 5,16%                           | Sector telecomunicaciones            | 5420                                      |
| Grupo Agbar                       | 24,03%                          | Sector agua                          | 2910                                      |
| PortAventura World                | 50%                             | Sector ocio                          |                                           |
| Hotel Caribe Resort               | 60%                             | Sector ocio                          |                                           |
| Holret                            | 100%                            | Sector ocio                          |                                           |
| Bolsas y Mercados Españoles (BME) | 5,0%                            | Sector bolsa                         |                                           |
| Banco BPI                         | 30,10%                          | Banca internacional                  | 13.800                                    |
| Erste Bank                        | 10,10%                          | Banca internacional                  | 20.000                                    |
| Boursorama                        | 20,85%                          | Banca internacional                  | 600                                       |
| Bank of East Asia                 | 14,99%                          | Banca internacional                  | 5.850                                     |
| GF Inbursa                        | 20,0%                           | Banca internacional                  | 3.000                                     |
| SegurCaixa Holding                | 100%                            | Seguros                              |                                           |
| VidaCaixa                         | 100%                            | Seguros                              |                                           |
| GDS-Correduría                    | 67%                             | Seguros                              |                                           |
| InverCaixa Gestión                | 100%                            | Servicios financieros especializados |                                           |
| CaixaRenting                      | 100%                            | Servicios financieros especializados |                                           |
| FinConsum                         | 100%                            | Servicios financieros especializados |                                           |
| GestiCaixa                        | 100%                            | Servicios financieros especializados |                                           |
| Servihabitat XXI, S.A.            | 100%                            | Inmobiliaria                         |                                           |